# برايان لوغو
برايان لوغو (بالإسبانية: Brian Lugo)‏ (5 يناير 1991 بمونتفيدو في الأوروغواي - ) هو لاعب كرة قدم أوروغواني في مركز الوسط. لعب مع ريفر بليت ونادي إيميلك وCerro Largo F.C. ‏ ونادي كونسيبسيون ‏ وVilla Teresa ‏.

## وصلات خارجية
- برايان لوغو على موقع قاعدة بيانات كرة القدم.إي يو (الإنجليزية)
- برايان لوغو على موقع Soccerway.com (الإنجليزية)
- برايان لوغو على موقع عالم كرة القدم.نت (الإنجليزية)
- برايان لوغو على موقع AS.com (الإسبانية)